# Болехов
Боле́хов (укр. Боле́хів) — город в Калушском районе Ивано-Франковской области Украины. Административный центр Болеховской городской общины.

## География
Территория города составляет 3669 га. Расположен в предгорьях Украинских Карпат на реке Сукили (бассейн Днестра), на трассе Львов—Черновцы. Железнодорожная станция.

## Население
В январе 1989 года численность населения составляла 10 841 человек.
По данным переписи 2001 года, украинцы составляли 98,52 % населения Болехова, русские — 0,87 %.

### Языковой состав
Родной язык населения по данным переписи 2001 года:
| Язык       | Численность, чел. | Доля     |
| ---------- | ----------------- | -------- |
| Украинский | 10 429            | 98,48 %  |
| Русский    | 125               | 1,18 %   |
| Другое     | 36                | 0,34 %   |
| Итого      | 10 590            | 100,00 % |

Украинский язык является основным и единственным официальным языком Болехова.
По данным Государственной службы статистики Украины в 2023/24 учебном году все 157 424 учащихся в учреждениях общего среднего образования в Ивано-Франковской области обучались в украиноязычных классах.

## История
Впервые письменно Болехов упоминается в 1371 году во времена Галицко-Волынского княжества. В 1546 году была построена первая солеварня. В 1603 году городу предоставлено Магдебургское право и скоро он стал важным военным укреплением Речи Посполитой на Прикарпатье. После раздела Польши в 1772 году Болехов вошёл в состав Австрийской империи. За это время город пришёл в запустение.
В 1918 году Болехов вновь стал частью Польши, в 1939 вошёл в состав Украинской ССР.
1 сентября 1939 года германские войска напали на Польшу, началась Германо-польская война 1939 года.
17 сентября 1939 года Красная Армия Советского Союза вступила на территорию восточной Польши — Западной Украины, и 28 сентября 1939 года был подписан Договор о дружбе и границе между СССР и Германией.
27 октября 1939 года установлена Советская власть.
C 14 ноября 1939 года в составе Украинской Советской Социалистической Республики Союза Советских Социалистических Республик.
22 июня 1941 года германские войска напали на СССР, началась Великая Отечественная война 1941—1945 годов. Советские войска, находившиеся в городе, были подняты по боевой тревоге и выведены в места сосредоточения по плану прикрытия государственной границы. Жизнь города перестраивалась на военный лад.
3 июля 1941 года оккупирован германскими гитлеровскими войсками.
7 августа 1944 года освобождён советскими войсками 4-го Украинского фронта в ходе Львовско-Сандомирской наступательной операции 13.07-29.08.1944 г.:
- 1-й гвардейской армии — 18-го гв. ск (генерал-майор Афонин, Иван Михайлович) в составе: 151-й сд (генерал-майор Подшивайлов, Денис Протасович), 237-й сд (генерал-майор Дремин, Дмитрий Феоктистович).
- 18-й армии — 351-й сд (генерал-майор Дударев, Илья Фёдорович), 95-го гв. ск (генерал-майор Мельников, Иван Иванович)[13].

## Гербы города

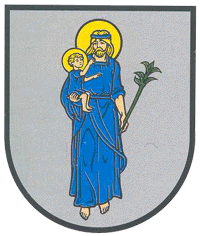
Герб города Болехов (XVII-XIX века)
Герб города Болехов (1603 год)
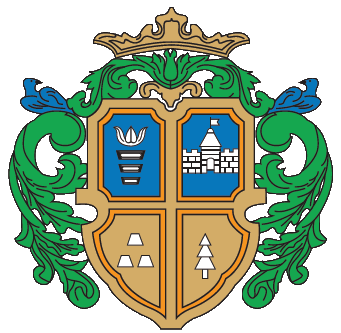
Герб города Болехов (1991 год)

Первым известным гербом Болехова, согласно описанию в книге «Гербы городов Украины» (укр. Герби міст Украіни (XIV-Іпол.XX ст.) под авт. А.Гречило, Ю.Савчук, И.Сварник, было геральдическое изображение на серебряном фоне Святого Иосифа, с младенцем Иисусом на правой руке и с пальмовой ветвью в левой. Оба в лазурных одеяниях.
В книге «Городские и поселковые гербы Украины» (укр. Міські та містечкові герби Украіни) под авт. Владимира Панченко указывается, что с 1603 года герб Болехова имел следующий вид: общий фон герба — красный. В левой части разделенного по вертикали геральдического щита, изображена каменная кладка городской стены с возникающим на нею львом, а в другой половине три гамеиды под лилией. Данная версия косвенно подтверждается и другими источниками, в которых представлены фотоизображения выпускавшихся ранее сувенирных значков в виде герба Болехова от 1603 года.
В 1991 году городским Советом Болехова был утвержден новый, действующий поныне герб города, созданный по эскизам основателя краеведческого музея города Романа Сквория. Новый герб представляет собой боевой щит коричневого цвета украшенный по периметру стилизованными ярко-зелёными дубовыми листьями, образующими в верхней части корону по обеим сторонам короны изображены голуби — символы небесного покровительства. В верхних двух частях разделенного на четыре части щита, на голубом фоне изображены элементы старинного герба владельцев города Гендзинских, а в нижней на жёлтом фоне изображены современные символы города — хвойное дерево и три горки соли — олицетворение деревообработки и солеварения.

## Достопримечательности
- Храмы Святой Параскевы (1891), Святой Анны, Жён Мироносиц
- Римско-католический костёл Вознесения Матери Божией
- Солеварня (середины XIX века)
- Городская ратуша (1863)
- Синагога
- Жилые дома конца XIX века на ул. Коновальца
- Памятник украинскому писателю Ивану Франко
- Учебные корпуса техникума (бывшие здания суда и лесной школы).

## Галерея
|                  |                       |                                 |                            |                    |
| Городская ратуша | Церковь Жён Мироносиц | Костёл Вознесения Матери Божией | Греко-католическая церковь | Усадьба Коновальца |